# Trò chơi nhập vai sống

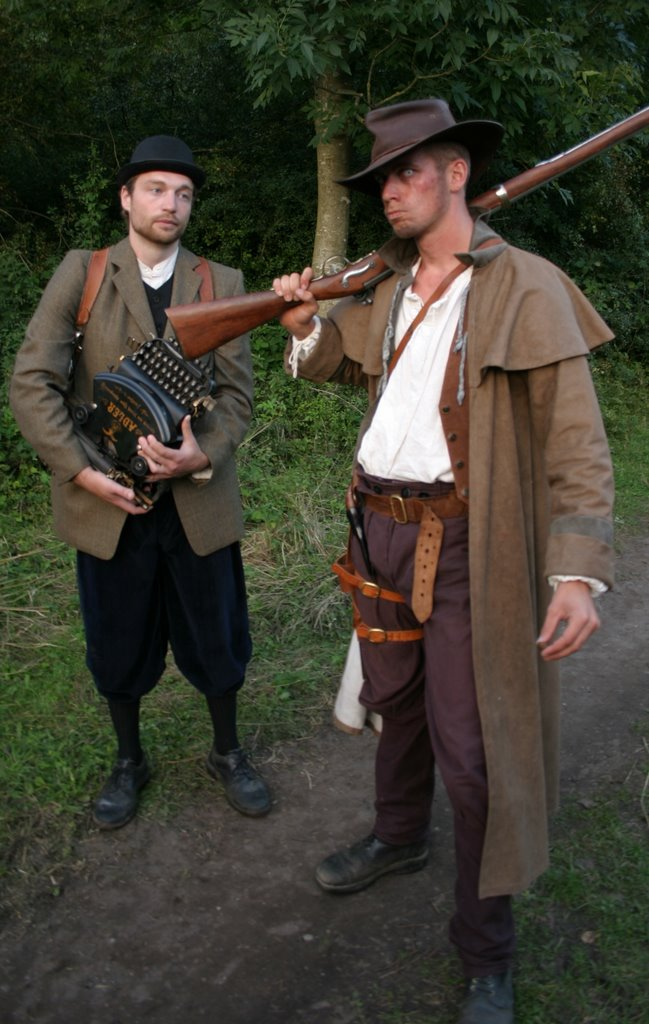
Người chơi hóa trang thành một nhân vật

Trò chơi nhập vai sống, hay còn gọi tiếng Anh là Live Action Role-playing Game (ngắn gọn: LARP) là một dạng mà người chơi ngoài đời thực sẽ đóng vai một nhân vật nào đó, phổ biến nhất là người chơi đều đóng các nhân vật từ thể loại phim, phim tài liệu, văn thơ,... dạng này là của trò chơi nhập vai và khác xa với kịch. Người chơi phải theo đuổi và hoàn thành các mục tiêu hư cấu có sẵn trong thể loại họ chọn, tương tác với nó ngoài thế giới thực.